# Cosmos y Psique
Cosmos y Psique. Indicios para una nueva visión del mundo (en inglés Cosmos and Psyche: Intimations of a New World View) es una obra de 2006 del escritor suizo Richard Tarnas.

## Sinopsis
Cosmos y Psique desafía la hipótesis de fondo de la visión moderna de un universo inanimado e inconsciente, carente de propósito y sentido, donde lo real se identifica con lo que puede ser cuantificado. Su autor presenta a cambio una perspectiva «cualitativa» y arquetípica que apunta hacia una comprensión mucho más amplia y llena de sentido del ser humano y su lugar en el universo.
Representa la primera obra escrita que señala una correlación entre los movimientos planetarios del cosmos y las experiencias arquetípicas del ser humano. Propone una perspectiva sobre multitud de acontecimientos históricos y culturales, así como sobre los momentos decisivos de figuras representativas. 
El libro pretende transformar nuestra perspectiva sobre la historia y la existencia humana, sugiriendo nuevas posibilidades de aunar ciencia y religión, intelecto y alma, razón moderna y sabiduría antigua.